# 비겁한 로버트 포드의 제시 제임스 암살
《비겁한 로버트 포드의 제시 제임스 암살》(영어: The Assassination of Jesse James by the Coward Robert Ford)은 2007년 개봉한 미국의 수정주의 서부극 영화이다. 론 핸슨이 지은 동명 소설이 원작이며, 19세기 후반을 풍미한 무법자 제시 제임스와 그를 암살한 동료 로버트 포드의 관계를 중심으로 살해 사건에 이르는 과정을 극화하였다. 리들리 스콧과 브래드 피트가 제작하고 앤드루 도미닉 감독이 연출했으며, 브래드 피트가 제시 제임스 역을, 케이시 애플렉이 로버트 포드 역을 연기했다. 그리고 메리루이즈 파커, 제러미 레너, 샘 록웰, 샘 셰퍼드, 조이 데이셔넬 등이 조역으로 출연했다.
2007년 9월 베니스 영화제에서 공개되었고 같은 해 10월 미국 극장에 개봉하였다. 아카데미 촬영상(로저 디킨스)과 아카데미 남우조연상(케이시 애플렉) 후보작이다.

## 줄거리
1881년, 젊은 로버트 "밥" 포드는 제임스 갱단의 일원이 되고 싶어 제임스 일당이 미주리에서 기차 강도를 계획할 때 그들을 찾아간다. 형 찰리의 도움에도 불구하고, 그는 일당에 합류하는 데 번번이 실패한다. 강도질한 기차에는 예상보다 적은 돈만 실려 있었고, 실망한 프랭크 제임스는 갱단을 떠나고 제시만 남는다. 제시는 밥과 찰리 형제, 딕 리딜과 사촌 우드 하이트를 데리고 미주리주 캔자스시티로 돌아온다. 제시는 찰리, 우드, 딕을 내보내지만 밥에게는 가구 이사를 도와달라며 세인트 조지프로 데려간다. 밥은 제시를 더욱 숭배하게 되지만 곧 집으로 돌아간다.
밥은 과부인 누나 마사 볼튼의 농장에서 형 찰리, 하이트, 리딜과 재회한다. 리딜은 제시를 잡으면 큰 현상금을 받을 수 있도록 제임스 갱단의 다른 멤버 짐 커민스와 공모 중이라고 밥에게 밝힌다. 한편, 제시는 커민스의 계획에 대한 정보를 준 에드 밀러를 방문하여 살해한다. 그 후 제시는 커민스를 찾기 위해 리딜과 떠나고, 찾지 못하자 밥과 찰리의 어린 사촌인 앨버트 포드를 무자비하게 폭행한다. 이후, 리딜은 하이트의 집에 머물며 하이트의 어린 의붓어머니와 관계를 맺는다. 이를 알게 된 하이트는 볼튼의 농장까지 찾아가 리딜에게 총을 겨누지만 밥이 개입하여 하이트를 쏘아 죽인다. 그들은 제시에게 살인을 숨기기 위해 숲에 시체를 유기한다.
제시는 볼튼의 집에서 저녁 식사를 하고, 포드 형제는 리딜을 최근에 본 적이 없다고 부인한다. 저녁 식사 중 제시는 밥이 자신을 숭배하는 것을 조롱하고, 밥은 특히 사촌에게 저지른 일에 대해 들은 후 제시에게 환멸을 느끼고 점점 반감을 갖게 된다. 제시와 찰리는 세인트 조지프로 이동하고, 제시는 하이트의 실종에 대해 알게 되지만 찰리는 아무것도 모른다고 한다. 한편, 밥은 캔자스시티 경찰국장 헨리 크레이그에게 제시의 행방을 알고 있다고 말한다. 제임스 갱단에 대한 충성심을 증명하기 위해 밥은 크레이그와 제임스 팀버레이크 보안관과 함께 딕 리딜을 체포한다. 리딜은 여러 강도 사건에 가담한 사실을 자백한 후, 밥은 미주리 주지사 토마스 T. 크리텐덴과 협상한다. 밥은 제시를 잡거나 죽일 10일의 기한을 받고, 상당한 현상금과 하이트 살인에 대한 전면 사면을 약속받는다.
찰리는 제시에게 밥을 갱단에 받아들이라고 설득하고, 형제는 세인트 조지프로 돌아온다. 제시의 아내와 두 자녀에게 사촌으로 소개된 그들은 가족과 함께 지낸다. 제시는 포드 형제와 함께 강도 행위를 재개하려 하고, 가장 먼저 플랫시티 은행을 털 계획을 세운다. 갱단 생활을 하는 동안 제시는 형제들을 점점 더 의심하고, 그들이 둘만 있도록 허용하지 않는다. 그러나 큰 일 없이 시간이 흐르자 제시는 밥에게 사과의 표시로 새로운 니켈 도금 총을 준다. 1882년 4월 3일 아침, 제시와 포드 형제는 강도 행위를 떠날 준비를 하던 중 제시가 신문에서 리딜의 체포 소식을 알게 된다. 제시는 갑자기 총 벨트를 풀고 먼지가 묻은 그림을 닦기 위해 의자에 올라선다. 밥은 제시가 자신에게 준 총으로 제시의 뒤통수를 쏘고 찰리와 함께 도망친다. 그들은 주지사에게 제시의 죽음을 알리는 전보를 보내고, 그 대가로 1만 달러를 받기로 되어 있었지만, 실제로는 각각 500달러 이상을 받지 못한다.
포드 형제는 제시 살해를 이용해 맨해튼에서 제시 살해를 재연하는 연극 쇼에 출연하지만, 사람들은 곧 제시를 전설로 칭송하며 밥을 "겁쟁이"라고 부르며 두 사람에게 적대적으로 변한다. 밥은 관객을 조롱했다는 이유로 때리면서 쇼는 중단된다. 죄책감에 시달리는 찰리는 지 제임스에게 용서를 구하는 편지를 여러 통 쓰지만 부치지 못하고 1884년 5월에 자살한다. 밥은 점점 자신의 과거 행동을 후회하며 삶을 이어가려고 한다. 1892년 6월 8일, 밥은 콜로라도주 크리드의 술집에서 에드워드 오켈리에게 살해당한다. 오켈리는 종신형을 선고받지만 1902년 10년 만에 사면된다.

## 출연
- 브래드 피트 - 제시 제임스
- 케이시 애플렉 - 로버트 포드
- 샘 셰퍼드 - 프랭크 제임스
- 제러미 레너 - 우드 하이트
- 샘 록웰 - 찰리 포드
- 폴 슈나이더 - 딕 리딜
- 개릿 딜러헌트 - 에드 밀러
- 메리루이즈 파커 - 저렐다 제임스
- 테드 러빈 - 제임스 팀버레이크
- 제임스 카빌 - 토머스 시어도어 크리턴든
- 마이클 파크스 - 헨리 크레이그
- 케이틀린 시 - 세라 하이트
- 톰 앨드레지 - 조지 하이트
- 조이 데이셔넬 - 도러시 에번스
- 마이클 코프먼 - 에드워드 케이프하트 오켈리
- 론 핸슨 - 기자

## 기타
- 원작자: 론 한센
- 미술: 리차드 후버
- 미술: 패트리시아 노리스
- 의상: 패트리시아 노리스
- Ass-PD: 론 한센
- 세트: 제니스 블랙키-구딘
- 배역: 말리 핀